# Termes, Ardennes

Termes este o comună în departamentul Ardennes din nordul Franței. În 2009 avea o populație de 137 de locuitori.